# Aspidaphis
Aspidaphis är ett släkte av insekter som beskrevs av David D. Gillette 1917. Aspidaphis ingår i familjen långrörsbladlöss.
Kladogram enligt Catalogue of Life och Dyntaxa:
| Aspidaphis | \| \| Aspidaphis adjuvans \| \| \| \| \| \| Aspidaphis porosiphon \| \| \| \| |
|            | \| \| Aspidaphis adjuvans \| \| \| \| \| \| Aspidaphis porosiphon \| \| \| \| |
|            | Aspidaphis adjuvans                                                           |
|            |                                                                               |
|            | Aspidaphis porosiphon                                                         |
|            |                                                                               |